# Nettoyage ethnique de Foča
Une campagne de nettoyage ethnique dans la région de la ville de Foča a été menée par les forces militaires, policières et paramilitaires serbes contre des civils bosniaques du 7 avril 1992 à janvier 1994 pendant la guerre de Bosnie-Herzégovine. Selon une estimation, environ 21 000 non-Serbes ont quitté Foča après juillet 1992.
Dans de nombreux verdicts, le Tribunal pénal international pour l'ex-Yougoslavie (TPIY) a jugé que le nettoyage ethnique (tous les Bosniaques avaient été expulsés), les meurtres, les viols en masse et la destruction délibérée de biens et de sites culturels bosniaques constituaient des crimes contre l'humanité.
Selon le Centre de recherche et de documentation de Sarajevo (bosnien : Istraživačko dokumentacioni centar Sarajevo), 2 707 personnes ont été tuées ou ont disparu dans la municipalité de Foča pendant la guerre. Parmi eux se trouvaient 1 513 civils bosniaques et 155 civils serbes. En outre, les autorités serbes de Bosnie ont mis en place des lieux, communément décrits comme des camps de viol, dans lesquels des centaines de femmes ont été violées,. De nombreux officiers serbes, soldats et autres participants aux massacres de Foča ont été accusés et reconnus coupables de crimes de guerre par le TPIY.

## Attaque contre la population civile
Au début de la guerre de Bosnie, les forces serbes ont attaqué la population civile non serbe en Bosnie orientale. Une fois que les villes et les villages étaient entre leurs mains en toute sécurité, les forces serbes - c'est-à-dire l' armée, la police, les paramilitaires et, parfois, même les villageois serbes - ont appliqué le même schéma: les maisons et les appartements bosniaques étaient systématiquement saccagés ou incendiés tandis que les civils bosniaques étaient arrondis ou capturé et, parfois, battu ou tué dans le processus. Les hommes et les femmes ont été séparés, de nombreux hommes étant détenus dans des camps locaux.
Treize mosquées, dont la mosquée Aladža, ont été détruites et les 22500 musulmans qui constituaient la majorité des habitants ont fui. Il ne restait qu'une dizaine de musulmans à la fin du conflit. En janvier 1994, les autorités serbes ont renommé Foča "Srbinje" (serbe: Србиње), qui signifie «lieu des Serbes».
Ceux qui ont réussi à échapper au nettoyage ethnique se sont installés dans la ville de Rožaje jusqu'à la fin de la guerre.

## Viols de masse
Les femmes bosniaques ont été détenues dans divers centres de détention où elles vivaient dans des conditions insalubres et ont été maltraitées à bien des égards, notamment en étant violées à plusieurs reprises. Des soldats ou des policiers serbes venaient dans ces centres de détention, sélectionnaient une ou plusieurs femmes, les emmenaient et les violaient. Tout cela a été fait en pleine vue, en toute connaissance de cause et souvent avec la participation directe des autorités locales serbes, en particulier des forces de police. Le chef des forces de police de Foča, Dragan Gagović, a été personnellement identifié comme l'un des hommes qui sont venus dans ces centres de détention pour faire sortir les femmes et les violer. Il y avait de nombreux camps de viol à Foča. «La maison de Karaman» était l'un des camps de viol les plus notoires. Les femmes détenues dans cette maison ont été violées à plusieurs reprises. Parmi les femmes détenues dans la «maison de Karaman» se trouvaient des mineures de 15 ans à peine.
Des femmes bosniaques ont été violées par les Serbes dans le cadre d'une campagne méthodique et concentrée de nettoyage ethnique. Par exemple, les filles et les femmes sélectionnées par le criminel de guerre Dragoljub Kunarac, condamné plus tard, ou par ses hommes, ont été systématiquement emmenées à la base des soldats, une maison située au 16, rue Osman Đikić. Là, les femmes et les filles (certaines dès l'âge de 14 ans) ont été violées à plusieurs reprises. Les soldats serbes emmenaient régulièrement des filles musulmanes dans divers centres de détention et les gardaient comme esclaves sexuelles.
Radomir Kovač, également condamné par le TPIY, a gardé quatre filles musulmanes bosniaques dans son appartement, les abusant sexuellement et les violant à plusieurs reprises. Kovač invitait également des amis chez lui et leur permettait de violer les filles. Kovač a également vendu trois des filles; avant de les vendre, il a donné deux des filles à d'autres soldats serbes qui les ont violées collectivement pendant plus de trois semaines. Les filles ont ensuite été ramenées à Kovač, qui en a immédiatement vendu une et a donné l'autre comme cadeau à son ami.

## Procès pour crimes internationaux

### Condamné par le Tribunal pénal international pour l'ex-Yougoslavie
Le TPIY a conclu que les forces serbes étaient coupables de persécutions, de torture, de meurtre, de viol et d' esclavage (crimes contre l'humanité) ainsi que de traitements cruels (violations du droit de la guerre) :
- Radovan Karadžić, ancien président de la Republika Srpska, a été condamné à la prison à vie[8].
- Dragoljub Kunarac (né le 15 mai 1960; 28 ans de prison)[9]
- Radomir Kovač (né le 31 mars 1961; 20 ans de prison)
- Zoran Vuković (né le 6 septembre 1955; 12 ans de prison); accordé une libération anticipée après avoir purgé environ les deux tiers de la peine.
- Milorad Krnojelac (né le 25 juillet 1940; 12 ans de prison); accordé une libération anticipée le 9 juillet 2009 sur la base du crédit accordé pour le séjour en détention depuis le 15 juin 1998[10].
- Dragan Zelenović (né le 12 février 1961; 15 ans de prison); a accordé une libération anticipée le 28 août 2015 (avec effet au 4 septembre 2015)[11].
- Biljana Plavšić [12](11 ans de prison; obtenu une libération anticipée le 27 octobre 2009)[13]
- Momčilo Krajišnik[14] (20 ans de prison; libération anticipée en septembre 2013)[15]

### Condamné par la Cour de Bosnie-Herzégovine
Radovan Stanković (20 ans de prison; s'est évadé de prison; repris cinq ans plus tard)
- Neđo Samardžić (24 ans de prison)
- Gojko Janković (34 ans de prison)
- Savo Todorović (12 ans et 6 mois de prison)
- Mitar Rašević (8 ans et 6 mois de prison)[16]
- Radmilo Vuković a été condamné à cinq ans et six mois d'emprisonnement par la Cour de Bosnie-Herzégovine; plus tard acquitté en appel.

### Acquitté par la Cour de Bosnie-Herzégovine
- Momčilo Mandić a été acquitté de toutes les charges.